# 1589
Het jaar 1589 is het 89e jaar in de 16e eeuw volgens de christelijke jaartelling.

## Gebeurtenissen
februari
- 5 (OT 26 januari) - De Russische regering stelt het patriarchaat van Moskou in.

maart
- 30 - De bisschop van Luik, Ernst van Beieren verordent,  dat alleen katholieken in het land mogen verblijven. Drukkers en boekhandelaars zullen streng gecontroleerd worden en rederijkers mogen alleen goedgekeurde stukken opvoeren. Ouders moeten hun kinderen binnen drie dagen na hun geboorte laten dopen en tijdens kerkdiensten moeten de herbergen gesloten blijven.

augustus

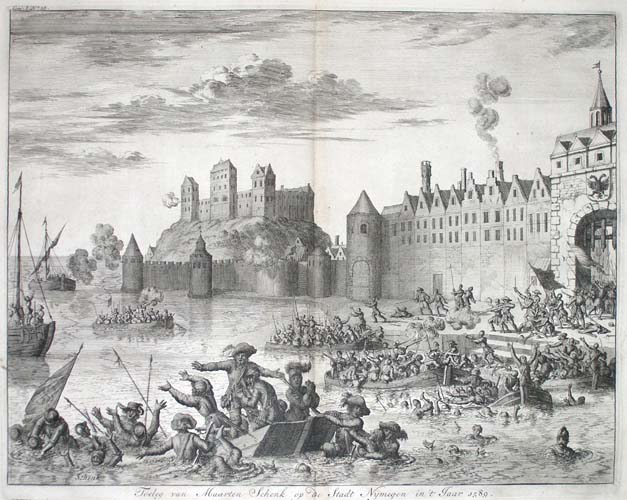
Weergave van de verdrinkingsdood van Maarten Schenck voor Nijmegen, 1589

- 2 - Einde van het huis Valois (Frankrijk). Hendrik van Navarra uit het Huis Bourbon wordt koning van Frankrijk (1589-1610).
- 10 - Staatse troepen onder Maarten Schenk van Nydeggen voeren de Aanslag op Nijmegen uit; een mislukte verrassingsaanval.

oktober
- 5 - Willem Lodewijk van Nassau zeilt met 400 man vanuit Oostmahorn naar Zoutkamp
- 9 - Slag om Zoutkamp: na een belegering van vijf dagen, moet het Spaansgezinde garnizoen zich overgeven aan de Friese troepen van Willem Lodewijk.
- De Utrechtse stadhouder Adolf van Nieuwenaer komt bij de ontploffing van een stuk geschut in Arnhem om het leven.
- Einde van het mislukte Spaanse Beleg van Heusden (1589) van de zomer tot oktober.

november
- 8 - Cathelyne van den Bulcke uit Nijlen wordt gearresteerd op beschuldiging van hekserij.

december
- 9 - De schepenbank van Lier verwijst Cathelyne van den Bulcke naar de pijnbank om een bekentenis af te dwingen.

zonder datum
- Uitvinding van de breimachine door de Brit William Lee.

## Muziek
- Publicatie van Terzo libro de madrigale a cinque voci.
- Uitgave van Cantiones Sacrae I  van William Byrd.

## Bouwkunst

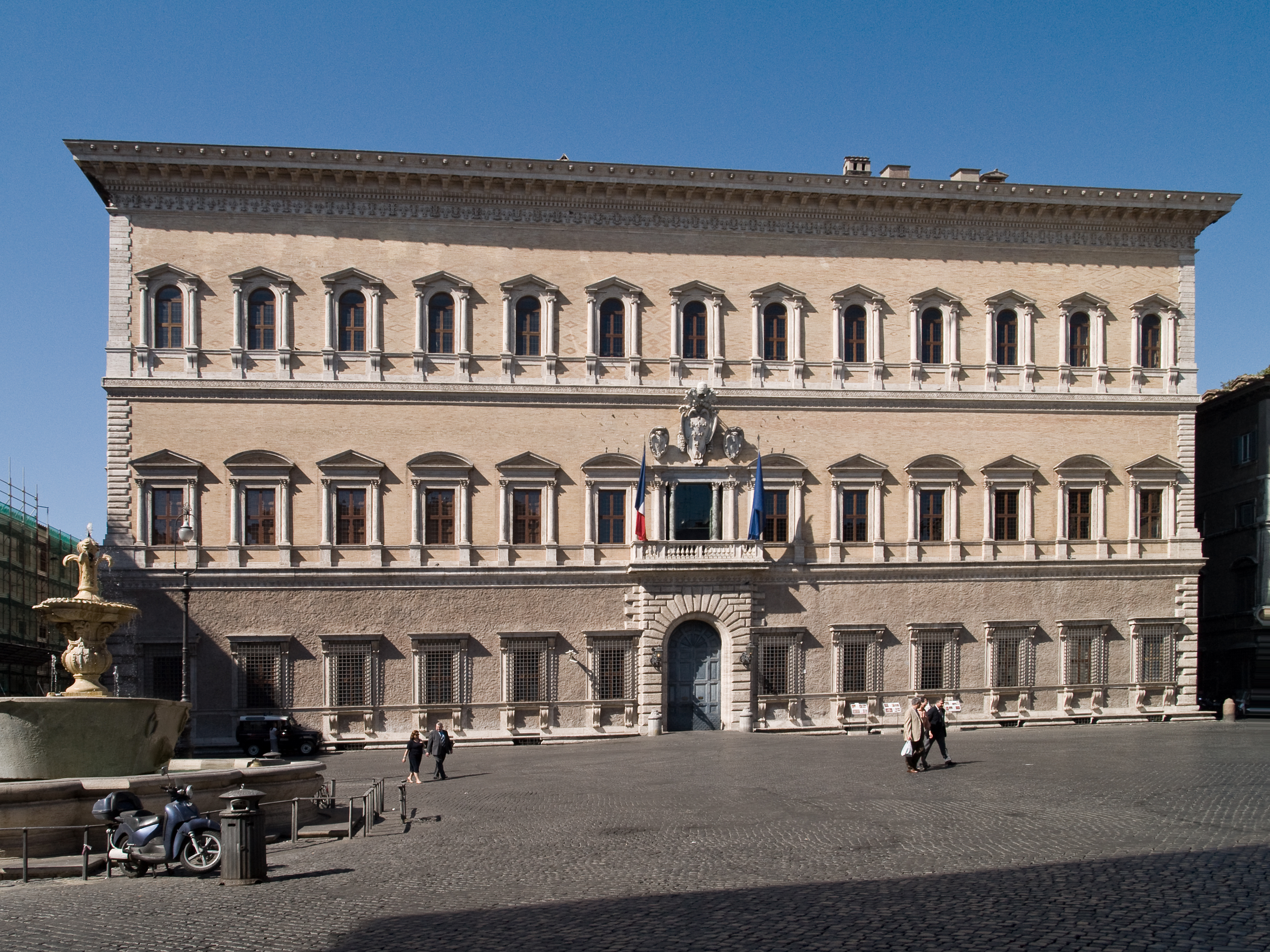
Palazzo Farnese, Rome (1589)

## Geboren
februari
- 5 - Honorat de Bueil, seigneur de Racan, Frans toneelschrijver en dichter
- 7 - Jacob de Witt, vader van Johan en Cornelis de Witt (overleden 1674)

maart
- 3 - Gisbertus Voetius, Nederlands theoloog, predikant en hoogleraar (overleden  1676)

oktober
- 7 - Maria Magdalena van Oostenrijk aartshertogin van Oostenrijk (overleden 1631)

datum onbekend
- Guilielmus Messaus, componist uit de Zuidelijke Nederlanden (overleden 1640)

## Overleden
juli
- 1 - Christoffel Plantijn (69), oprichter van de gelijknamige boekdrukkerij

augustus
- 2 - Hendrik III van Frankrijk (37) wordt vermoord
- 10 - Maarten Schenk van Nydeggen (ca. 49), veldheer